# Centrocorynus
Centrocorynus es un género de gorgojos de la familia Attelabidae. En 1860 Jekel describió el género. Esta es la lista de especies que lo componen:
- Centrocorynus aemulus
- Centrocorynus biguttatus
- Centrocorynus bilineatus
- Centrocorynus charlottae
- Centrocorynus crenulatus
- Centrocorynus crucifer
- Centrocorynus discoideus
- Centrocorynus dohrnii
- Centrocorynus downingi
- Centrocorynus fenestratus
- Centrocorynus flavotorosus
- Centrocorynus fulvus
- Centrocorynus fusculus
- Centrocorynus gracilicornis
- Centrocorynus inspersus
- Centrocorynus langanus
- Centrocorynus maculipennis
- Centrocorynus montanus
- Centrocorynus nigricollis
- Centrocorynus nigrostictus
- Centrocorynus propinquus
- Centrocorynus proximus
- Centrocorynus pulchellus
- Centrocorynus quadrimaculatus
- Centrocorynus rufescens
- Centrocorynus ruficlavis
- Centrocorynus rufulus
- Centrocorynus salvazai
- Centrocorynus scutellaris
- Centrocorynus unicolor